# دی‌وی‌اس شوز
دی‌وی‌اس شوز (انگلیسی: DVS Shoes) شرکت پوشاک و کفش آمریکایی است، که در سال ۱۹۹۵ توسط تیم گاوین و برایان دانلوپ تأسیس شد.